# Hispar Sar
Der Hispar Sar ist ein 6400 m hoher Berg im Karakorum. 

## Lage
Er gehört zum Hispar Muztagh, einem Teil der Karakorum-Hauptkette in der pakistanischen autonomen Region Gilgit-Baltistan. Der Hispar Sar liegt auf der Nordseite des Hispar-Gletschers. Der Berg wird im Westen vom Yutmarugletscher sowie im Osten vom Khani-Basa-Gletscher flankiert. Ein 5370 m hoher Bergsattel trennt den Hispar Sar vom 5,75 km nordnordöstlich gelegenen Khani Basa Sar (6441 m). Der Bergkamm führt weiter nach Norden zum Kanjut Sar I (7760 m). Der Kanjut Sar II (6831 m) liegt 7,77 km ostnordöstlich auf der gegenüberliegenden Seite des Khani-Basa-Gletschers.

## Besteigungsgeschichte
Eine neuseeländische Expedition versuchte zweimal im Jahr 1991 eine Besteigung des Hispar Sar.
Ein weiterer Versuch fand im September 2004 durch die beiden Briten Simon Yates und Andy Parkin statt.
Im Oktober 2008 versuchte der Brite Rufus Duits den Hispar Sar allein zu besteigen.
Schließlich gelang am 5. August 2011 den US-Amerikanern Doug Chabot, Bruce Miller und Steve Su die Erstbesteigung des Hispar Sar. Die Aufstiegsroute führte vom Yutmarugletscher die Südwestwand hinauf. An einem Tag wurden 1100 Höhenmeter vom Schwierigkeitsgrad WI4+ überwunden.